# جيفري إم. شوارتز
جيفري إم. شوارتز (بالإنجليزية: Jeffrey M. Schwartz)‏ هو طبيب نفسي وكاتب وعالم أعصاب أمريكي، ولد في 1951.

## وصلات خارجية
- الموقع الرسمي
- جيفري إم. شوارتز على موقع IMDb (الإنجليزية)